# Joe Cunningham
Joseph Kendrick Cunningham (nasceu a 26 de maio de 1982) é um político, advogado e ex-engenheiro norte-americano que atuou como representante dos EUA no 1º distrito congressional da Carolina do Sul de 2019 a 2021. O distrito inclui grande parte da parte da Costa Atlântica da Carolina do Sul, de Charleston a Hilton Head Island.
Membro do Partido Democrata, Cunningham derrotou por pouco a deputada estadual republicana Katie Arrington nas eleições gerais de 2018. Ele foi derrotado por pouco na sua candidatura à reeleição em 2020 pela deputada estadual republicana Nancy Mace após um mandato no Congresso.
Ele é candidato à indicação do Partido Democrata na eleição para governador da Carolina do Sul em 2022.

## Infância e juventude
Cunningham nasceu em Caldwell County, Kentucky, e cresceu em Kuttawa, Kentucky. Ele formou-se na Lyon County High School em 2000. Cunningham estudou no College of Charleston por dois anos antes de se transferir para a Florida Atlantic University em 2002, onde obteve seu Bacharelado em Engenharia Oceânica em 2005.
Cunningham tornou-se engenheiro oceânico numa empresa de consultoria em Nápoles, Flórida, e foi demitido após cerca de cinco anos. Passou algum tempo aprendendo espanhol na América do Sul, e matriculou-se na faculdade de direito na Faculdade de Direito Salmon P. Chase em 2011, e formou-se em 2014. Ele então trabalhou como advogado de construção para a empresa de Charleston Lyle & Lyle e coproprietário do estúdio soul yoga + wellness yoga com sua esposa antes de fazer campanha para um cargo político.

## Câmara dos Representantes dos Estados Unidos

### Eleições

#### 2018
Em julho de 2017, Cunningham anunciou a sua candidatura à Câmara dos Representantes dos Estados Unidos no 1º distrito congressional da Carolina do Sul. Ganhou a indicação, derrotando o consultor sem fins lucrativos Toby Smith, recebendo 71,5% dos votos.
Cunningham esperava enfrentar o republicano Mark Sanford. No entanto, Sanford foi derrotado nas primárias republicanas pela deputada estadual Katie Arrington. Cunningham derrotou Arrington com 50,7% dos votos, marcando a primeira vez desde 1986 que os democratas da Carolina do Sul viraram uma cadeira na Câmara dos EUA. A sua vitória foi amplamente considerada como uma grande virada.

#### 2020
Em 2020, Cunningham perdeu por pouco o seu lugar para a deputada estadual republicana Nancy Mace. Uma vez um distrito solidamente republicano, o 1º distrito tornou-se competitivo nas últimas eleições devido ao realinhamento da população suburbana de Charleston para o Partido Democrata. No entanto, o aumento da participação na área fortemente conservadora de Beaufort minou essa tendência, permitindo que Mace superasse a margem de Cunningham no condado de Charleston.